# Indian Oil Corporation
Indian Oil Corporation (IOC), «Инди́йская нефтяна́я корпора́ция» — индийская нефтегазовая компания, крупнейшая компания современной Индии. Специализируется на нефтепереработке и дистрибуции нефтепродуктов. Образрвалась в 1964 году в результате слияния двух компаний: Indian Oil Company Ltd. и Indian Refineries Ltd. В списке крупнейших компаний мира Forbes Global 2000 за 2022 год заняла 357-е место (134-е по размеру выручки, 324-е по чистой прибыли, 711-е по активам и 1045-е по рыночной капитализации).
IOC и её дочерние предприятия занимают 47 % индийского рынка нефтепродуктов и контролируют 28 % нефтеперерабатывающих и 67 % нефтепроводных мощностей страны. Компании принадлежит 9 из 20 индийских НПЗ суммарной мощностью 70,05 млн т нефти в год. Также второй крупнейший в стране производитель нефтехимической продукции (3,2 млн тонн в год).
IOC управляет крупнейшей сетью автомобильных заправочных станций в стране (32 тыс. АЗС). Также компания начинает развивать сеть автомобильных газозаправочных станций (АГЗС) (12 тыс.). IOC поставляет газ для бытовых нужд более, чем 47,5 млн домашним хозяйствам. Кроме того, компании принадлежит Центр новых разработок в Фаридабаде, который занимается разработкой новых технологических решений для подразделений компании и её клиентов.

## История
Индия обрела независимость в 1947 году, но рынок нефтепродуктов оставался под контролем британских и американских компаний. Лишь национализация иранского НПЗ в Абадане вынудило Burmah-Shell и Standard-Vacuum начать в 1954 году строительство двух первых в Индии нефтеперерабатывающих заводов. В 1958 году правительство Индии создало нефтеперерабатывающую компанию Indian Refineries, начавшуюся строительство ещё нескольких НПЗ с помощью советских и румынских специалистов. В следующем году была создана Индийская нефтяная компания (Indian Oil Company), занявшаяся оптовой торговлей нефтепродуктами. В сентябре 1964 года была создана Indian Oil Corporation, объединившая Indian Refineries и Indian Oil Company. Корпорация получила монополию на импорт нефти и нефтепродуктов в Индию (в основном из СССР). Во второй половине 1970-х годов НПЗ иностранных компаний были национализированы, из 12 заводов в стране 6 принадлежали Indian Oil Corporation, остальные — другим государственным нефтяным компаниям. В 1990-х годах началась дерегуляция рынка нефтепродуктов, было создано несколько совместных предприятий с иностранными компаниями, в 1995 году акции Indian Oil Corporation были размещены на Бомбейской фондовой бирже, в 2002 году было отменено государственное регулирование цен.

## Деятельность
IOC производит широкий спектр продукции: бензин, дизельное топливо, СУГ для бытовых нужд и для использования в качестве автомобильного топлива, авиационное топливо, смазочные материалы, лигроин, битум, парафин, керосин и т. д. Также компания занимается сжиженным природным газом (СПГ), производством автоцистерн и танкеров для его транспортировки, возобновляемой энергетикой, производством взрывчатых веществ.

## НПЗ
IOC контролирует следующие НПЗ:
- Панипатский НПЗ (англ.), в городе Панипат, штат Харьяна (15 млн тонн в год)
- Парадипский НПЗ (англ.), в городе Парадип, штат Орисса (15 млн тонн в год)
- НПЗ в городе Кояли, штат Гуджарат (13,5 млн тонн в год)
- Матхурский НПЗ (англ.) в городе Матхура, штат Уттар-Прадеш (8 млн тонн в год)
- Халдиянский НПЗ (англ.) в городе Халдия, штат Западная Бенгалия (8 млн тонн в год)
- НПЗ в городе Барауни, штат Бихар (6 млн тонн в год)
- Бонгаигаонский НПЗ в городе Бонгаигаон, штат Ассам (2,7 млн тонн в год)
- НПЗ в городе Гувахати, штат Ассам (1 млн тонн в год)
- Дигбойский НПЗ (англ.) в городе Дигбой (англ.), штат Ассам (0,65 млн тонн в год)

Кроме того, IOC владеет долями в НПЗ в городах Ченнаи и Нариманам, в штате Тамилнад.

## Дочерние компании
- Chennai Petroleum Corporation Ltd. (Индия)
- IndianOil (Mauritius) Ltd. (Маврикий)
- Lanka IOC PLC (Шри-Ланка)
- IOC Middle East FZE (ОАЭ)
- IOC Sweden AB (Швеция)
- IOCL (USA) Inc. (США)
- IndOil Global B.V. (Нидерланды)
- IOCL Singapore Pte Ltd. (Сингапур)

## Место в международных рейтингах
В рейтинге крупнейших мировых компаний Fortune Global 500 на 2016 год Indian oil занимает 161 место. Среди мировых нефтегазовых компаний занимает 20-е место. В рейтинге Forbes 2000, составленному по другому принципу, занимает 207-е место.

## Конкуренты
IOC имеет двух крупных конкурентов в Индии: Bharat Petroleum и Hindustan Petroleum. Обе эти компании, как и сама IOC, контролируются государством. Также на рынке присутствуют две частных компании: Reliance Petroleum и Essar Oil.